# Cultura da Dominica

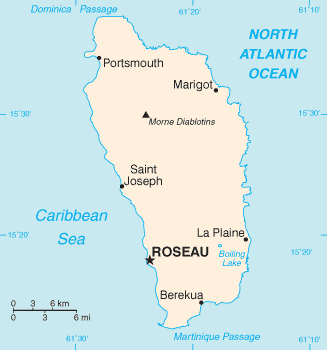
Mapa da Dominica

A cultura da Dominica é alimentada pelo afluxo de pessoas provenientes de uma vasta gama de origens. Embora historicamente tenha sido ocupada por diversas tribos indígenas, os arahuacos e as tribos kalinago eram os que povoavam a ilha na época em que os colonos europeus que chegaram a ela. Massacre é o nome do rio dedicado à memória dos assassinatos de nativos pelos colonos franceses e britânicos, devido aos quais o rio se tingia de vermelho durante dias. Tanto franceses como britânicos tomaram a ilha e importaram escravos da África. Os caribenhos restantes vivem agora num território de 15 km2 na costa da ilha e elegem o seu próprio chefe.
A Dominica é frequentemente considerada uma sociedade que está em migração do coletivismo para o individualismo. A economia que anteriormente dependia da agricultura está em desenvolvimento. Os sinais do coletivismo são evidentes em localidades pequenas e aldeias  espalhadas por toda a ilha.

## A psique nacional
A Dominica tem uma mistura de culturas: os nomes franceses misturam-se com nomes ingleses; um idioma africano, comidas e costumes que se misturam com as tradições europeias, tudo faz parte da cultura crioula; e os caribenhos ainda talham dugouts (canoas), constroem casas sobre pilares e tecem cestaria com caráter distintivo. As influências rastafaris e negras também são comuns. Cerca de 1% da população do país professa a fé Bahá'í.

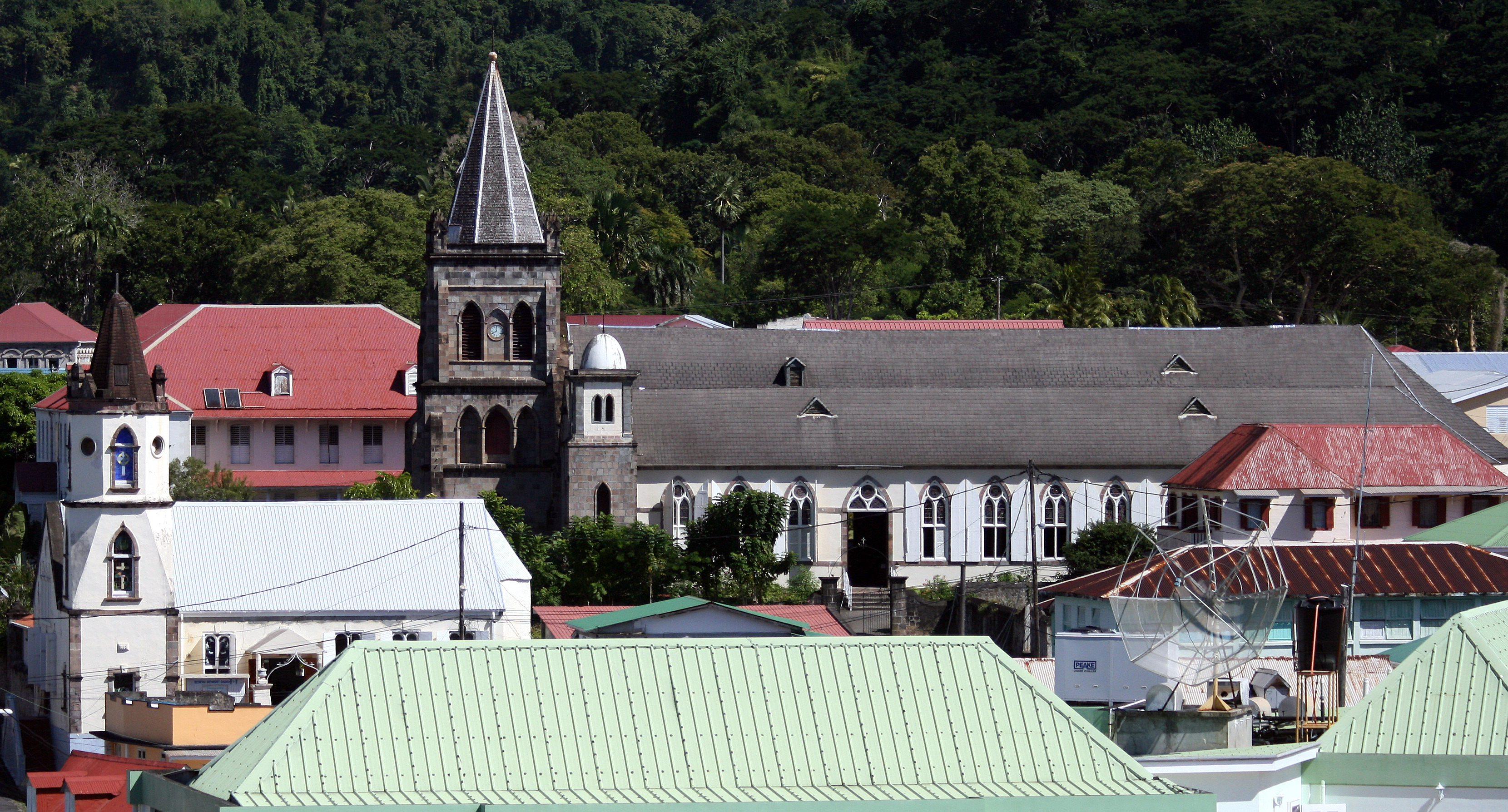
Igrejas em Roseau, capital da Dominica

Com quase 80% de população católica, os valores das tradições conservadoras são fortes. A família ocupa um lugar muito importante na sociedade dominiquesa, e tanto assim é que se publicou um cartaz de aviso do governo dominiquês sobre os perigos do transporte ilegal de drogas que separam a família (seguido de prisão e da perda da vida) como meio de dissuasão número um contra a delinquência.

## Ameríndios
Os povoadores originais da ilha chegaram à Dominica cerca de 400 a.C., quando os arawaks, um grupo de pacíficos caçadores-recoletores, estabeleceram povoações de ilha em ilha através do Caribe oriental. Os caçadores-recoletores mais agressivos, os índios caribes (ambos descendentes da tribo Ciboney), aniquilaram os arawaks e tomaram o controlo da ilha. A maioria dos nativos do Caribe noutras ilhas caribenhas foram assassinados, na sua maioria, por colonos europeus. Os nativos locais do Caribe dominiquês foram capazes de se esconder em áreas que eram difíceis de penetrar pelos soldados europeus. A coroa inglesa concedeu um território de 3700 hectares na costa leste da Dominica aos nativos caribenhos em 1903. Hoje em dia, só restam cerca de 3000 caribenhos depois de anos de tratamento brutal pelos espanhóis, franceses e ingleses. Vivem em oito povoados, e escolhem o seu próprio chefe.
No lado oriental da ilha, os descendentes dos índios caribes continuaram a praticar a sua cultura de longa tradição, e o artesanato da construção de canoas e cestaria. A sua sociedade, no entanto, tem-se desenvolvido e modernizado. As influências ameríndias permanecem na ilha através dos seus artefactos e dos sons da língua moderna. Por exemplo, a palavra furacão tem origem numa palavra caribenha.

## Outros colonos
Quando Cristóvão Colombo passou pela ilha, deu à Dominica o seu nome, e deixou alguns povoadores europeus na ilha. Passariam anos antes de os colonos ingleses e franceses regressarem à ilha. Estas duas potências europeias lutaram sem descanso pela ilha, e as suas culturas se uniram. Os escravos africanos também deixaram uma marca indelével na ilha.
As influências francesas incluem o idioma nativo da ilha, uma comida crioula, e muitos nomes na toponímia. Posteriormente os britânicos tomaram a ilha, e as influências notaram-se no idioma oficial, que é o inglês. Os africanos também influenciaram a crioula e a comida, e também o estilo local de vestir.

## Carnaval

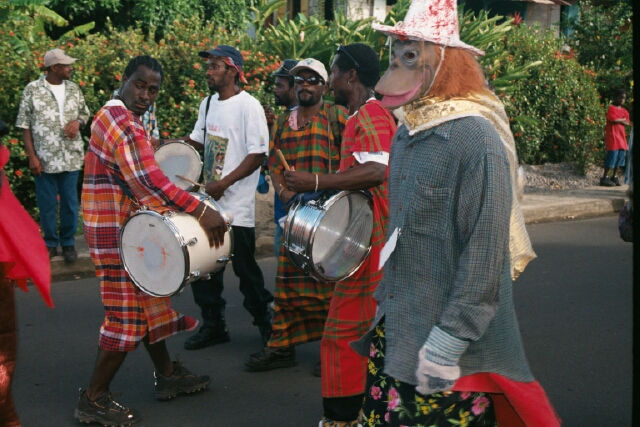
Celebração do Carnaval na Dominica

Todos os anos os dominiqueses celebram o Carnaval católico, uma festividade que se celebra durante três dias antes da Quarta-feira de Cinzas. Devido à herança francesa no país, a maioria dos cidadãos são católicos, mas muitos não católicos também celebram o Carnaval. Entre as atividades incluem-se a Competição Calypso Monarch, a eleição da rainha do Carnaval, e os desfiles e festas carnavalescos.

## Música
A música e a dança são facetas importantes da cultura dominiquesa. As celebrações anuais da independência mostram uma explosão de canções tradicionais e danças precedida, desde 1997, por semanas de expressões crioulas como "Creole in the Park" (Crioulo no Parque) e "World Creole Music Festival" (Festival Mundial de Música Crioula". A Dominica teve proeminência na cena musical internacional quando em 1973 Gordon Henderson fundou o grupo Exile One e um género musical original a que ele chamaria "Cadence-lypso" que abriu caminho à moderna música crioula.

## Gastronomia
A gastronomia da Dominica é similar à de outros países das Caraíbas. Entre os pratos comuns principais estão pratos de carne (mais habitualmente frango, mas também cabra, carneiro ou vaca) cobertos de molho. Os molhos podem ser de pimento, ou beberagens preparadas à base de frutas locais. Na ilha serve-se uma grande variedade de frutas locais, desde o tamarindo ao maracujá, em sumo ou molhoa. A graviola descasca-se e come-se crua. O sorrel, uma flor vermelha que só floresce na época de Natal, é fervida para preparar uma bebida de cor vermelha brilhante.